# Intézeti gyógyszerészet

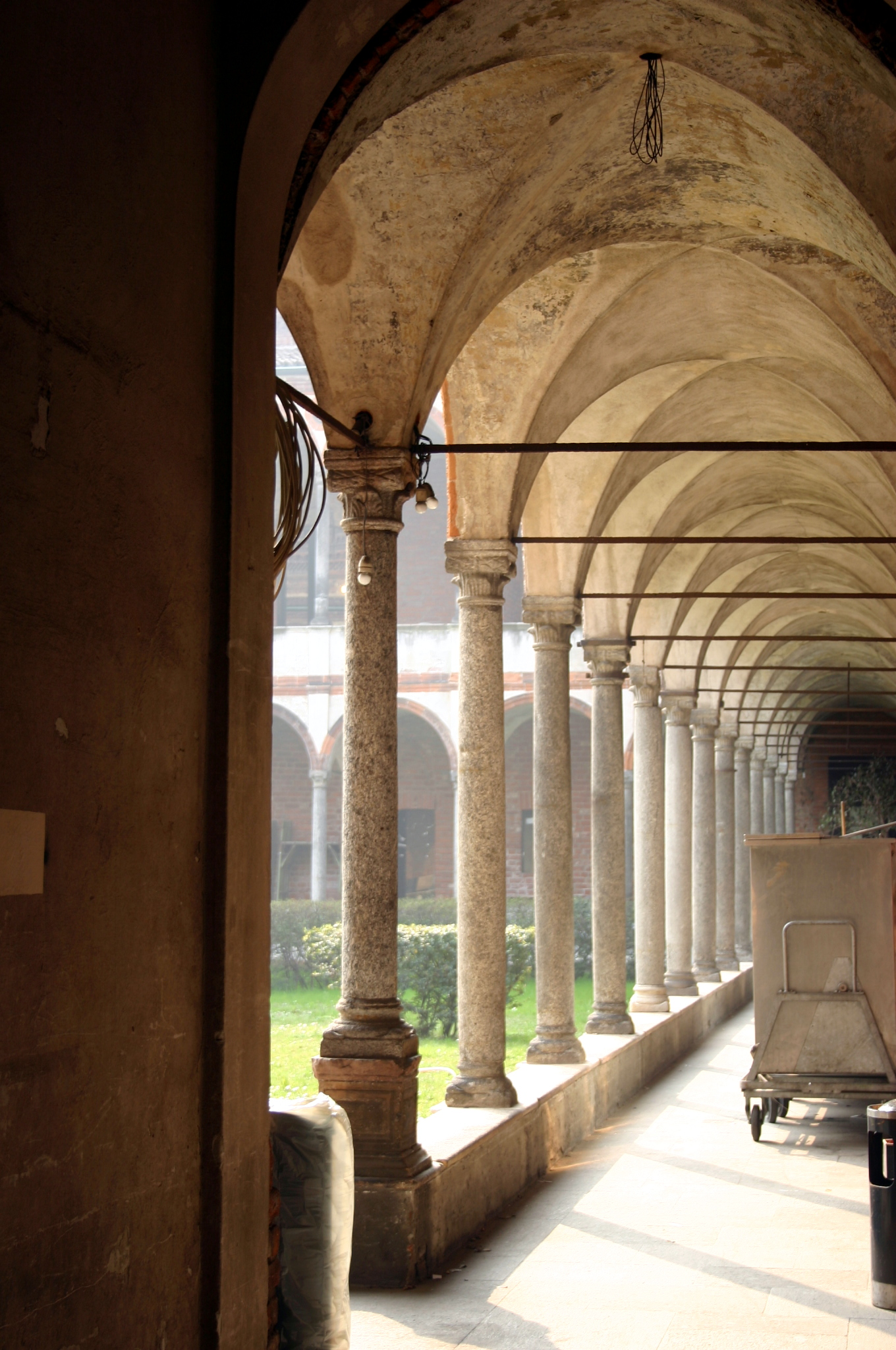
State University Milánó Kolostor-Gyógyszertár, a középkprban kórházként működött. Kép: Giovanni Dall'Orto, February 22 2008.

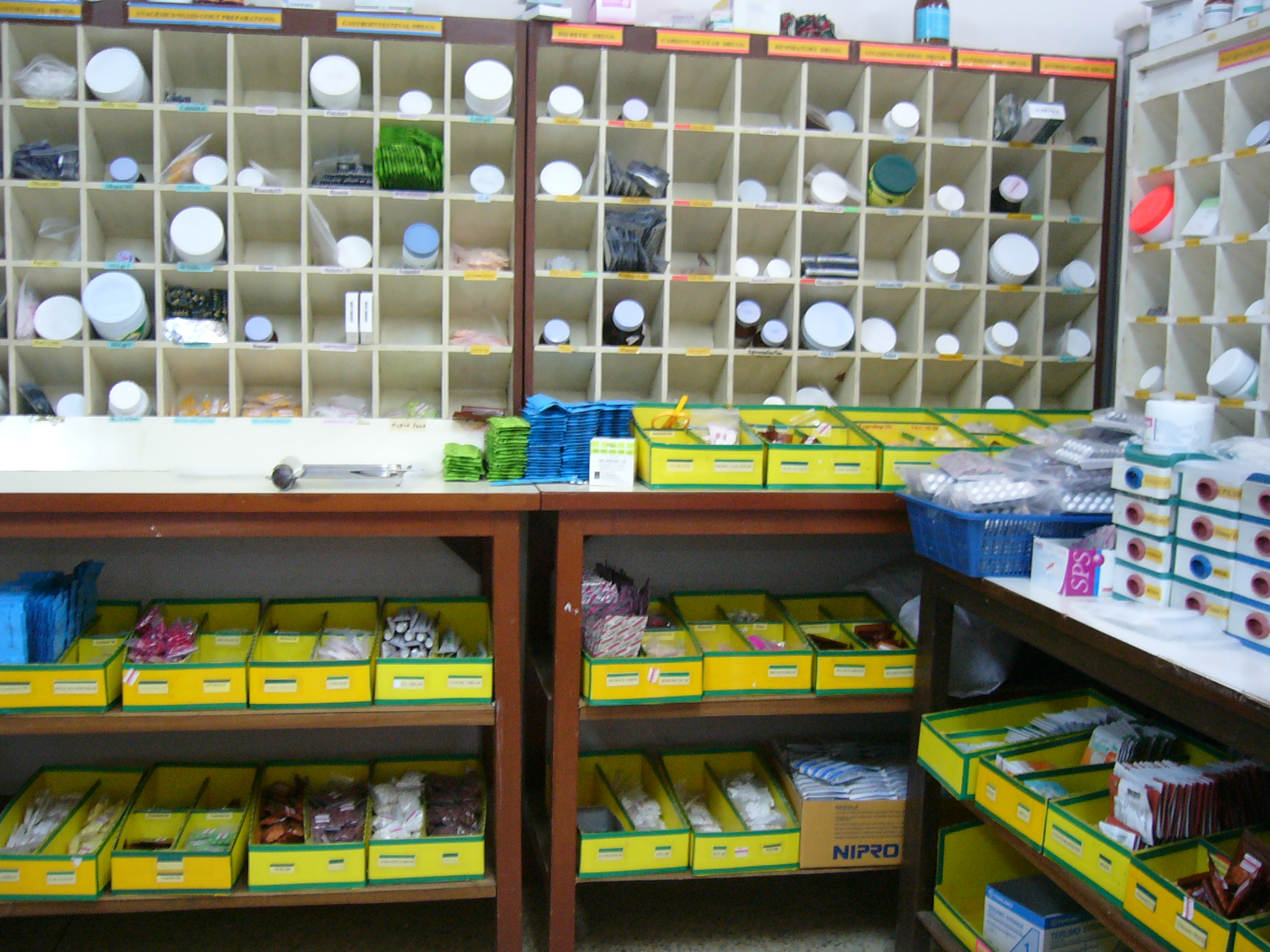
Kórházi Gyógyszertár, Na Wa, Nakhon Phanom Province, Thailand

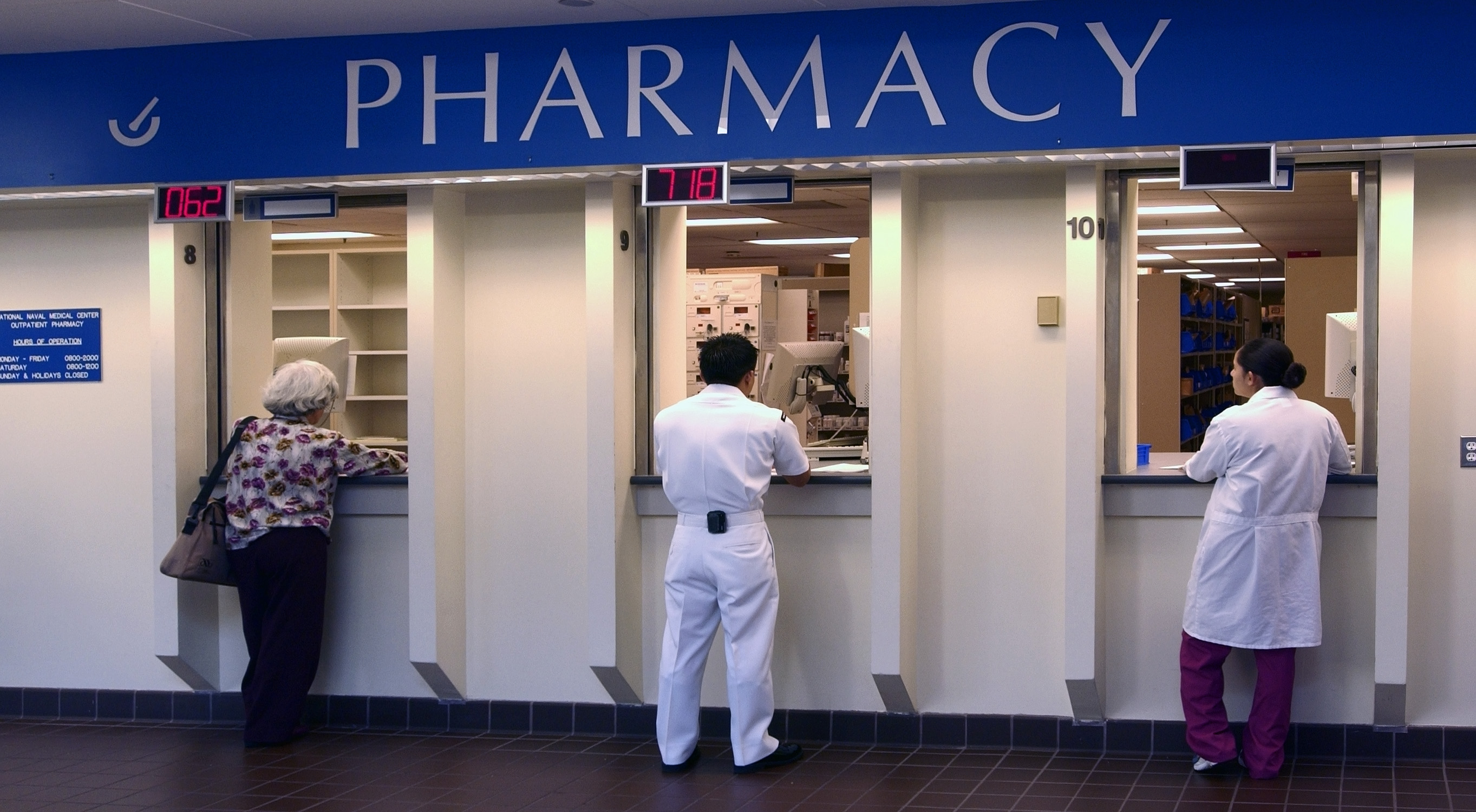
Betegek és alkalmazottak várnak gyógyszereikre a vényforgalmú gyógyszertári ablaknál. National Naval Medical Center Bethesdában, Maryland (Aug, 19, 2003)

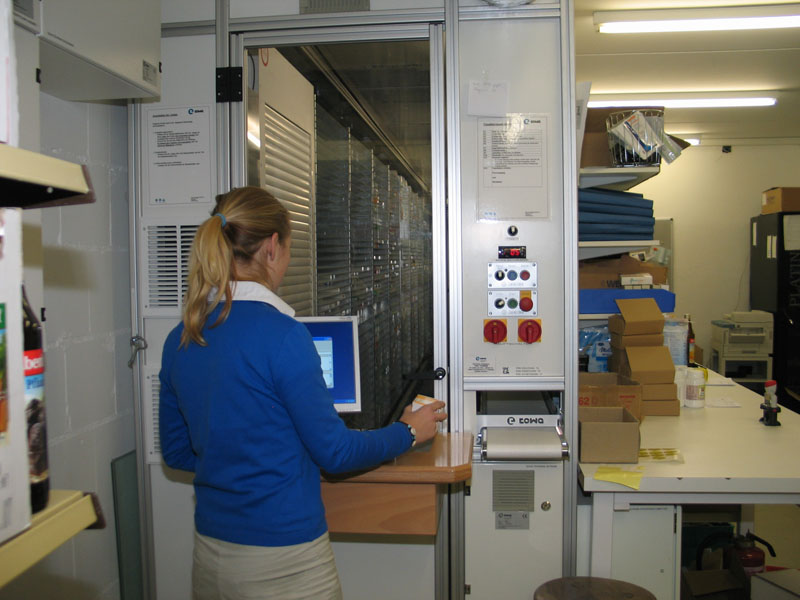
Modern német Ambuláns Gyógyszertár Automatizált Raktári Robottechnika felhasználásával expediál

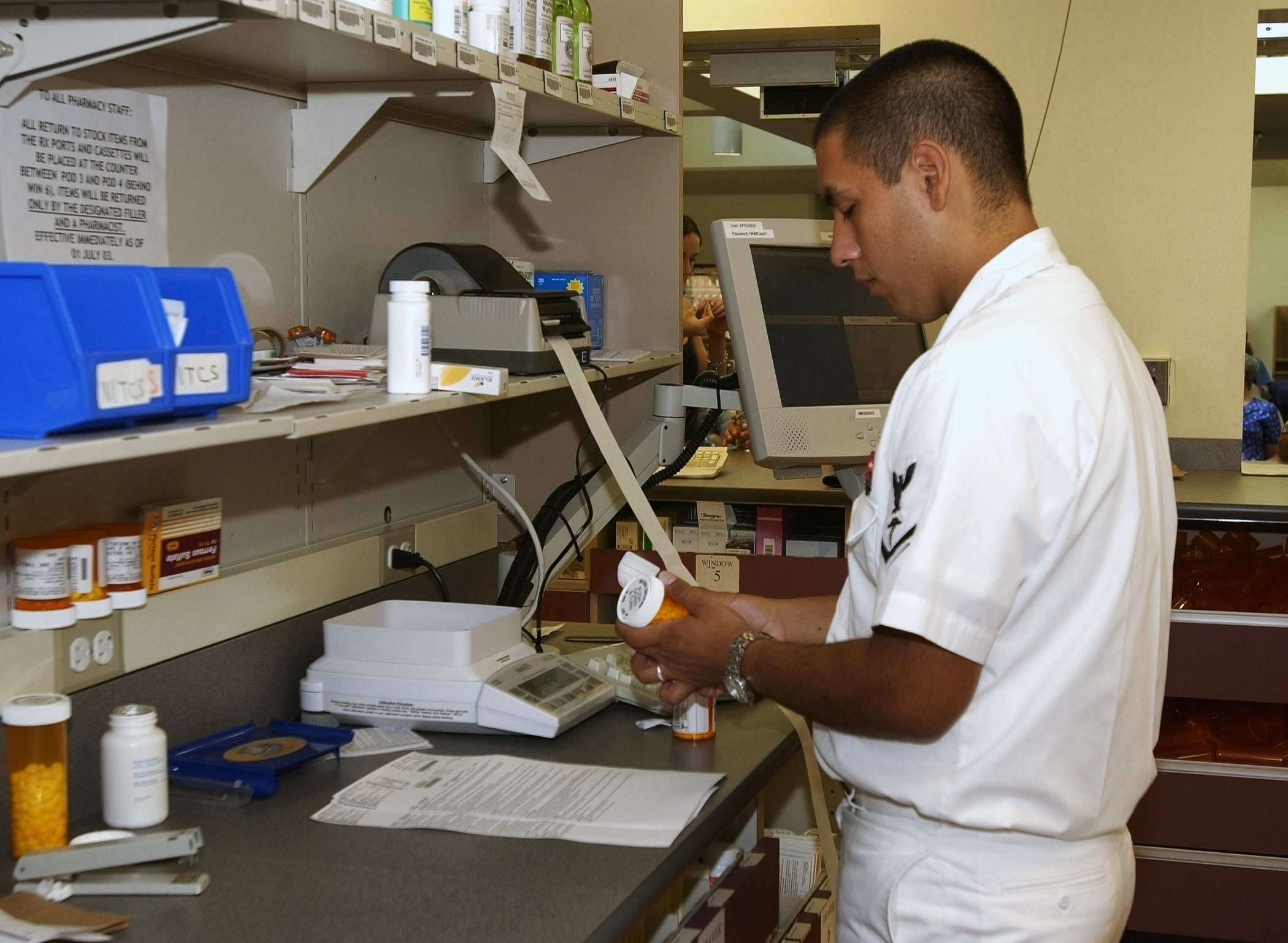
Michael Daominguez (Denver) gyógyszerész recept alapján szignálja a kiszerelt készítményt. National Naval Medical Center Gyógyszertárában Bethesdában (Maryland)

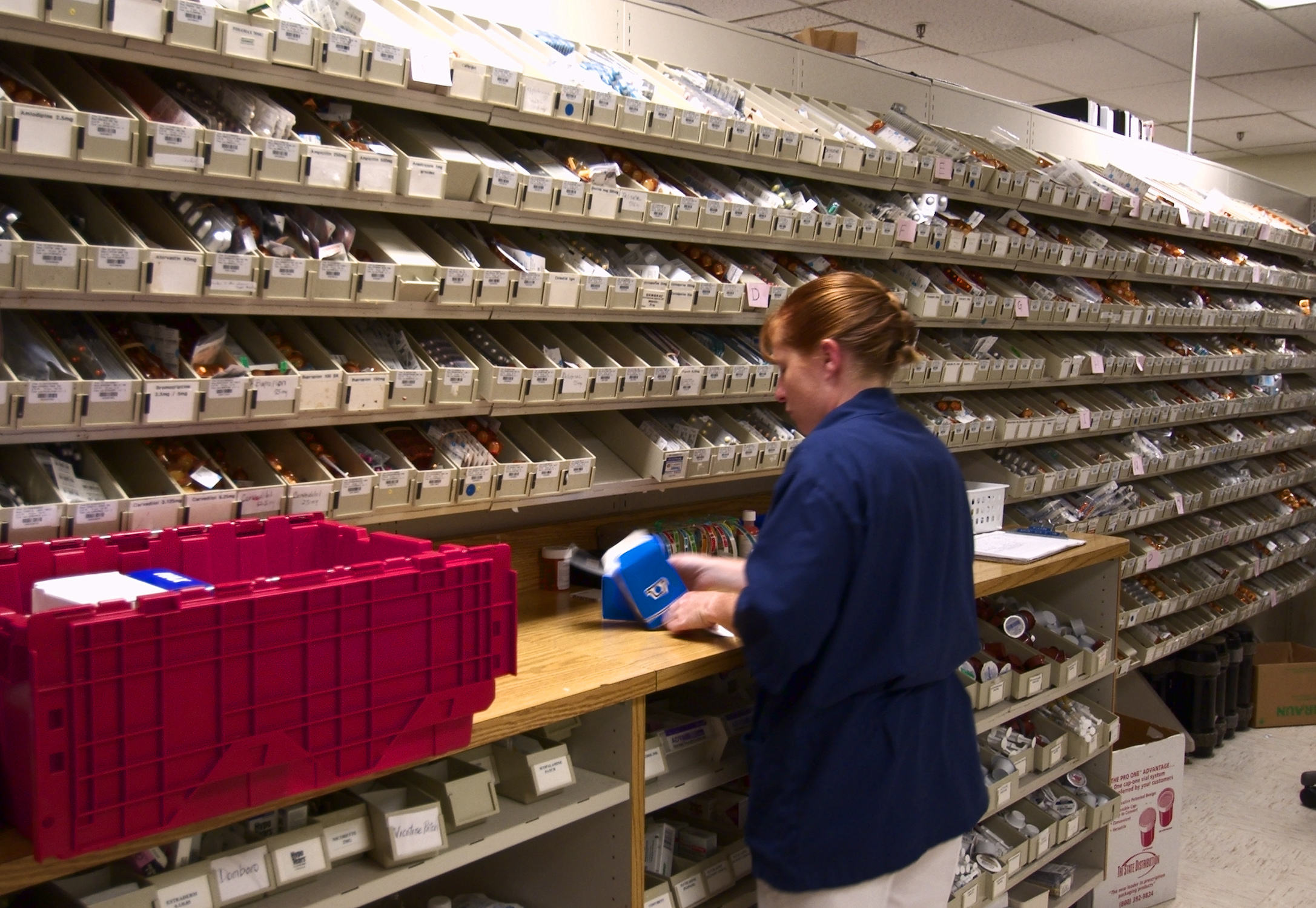
US Tengerészet Kórházában impleálást végez a gyógyszerész több száz gyógyszeres dobozba, National Naval Medical Center, Bethesda, Maryland

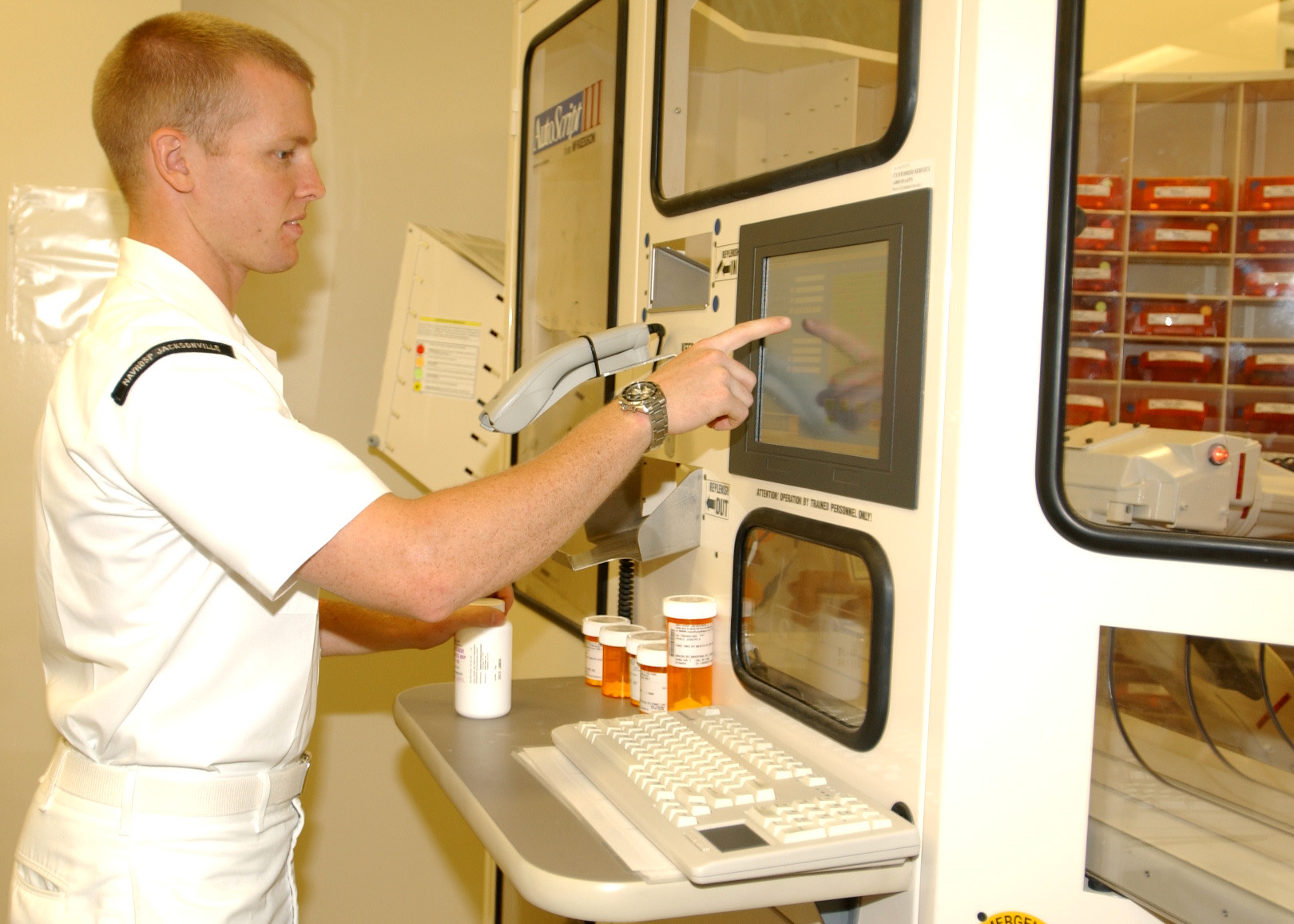
US Navy 030710-N-8102J-005 Hospital Corpsman 3rd Class Kenneth Hughes gyógyszerész Merrit Islandről, Fla., használatba veszi a gyógyszertár új Autoscript III tabletta és kapszula kiszerelő automata rendszerét.

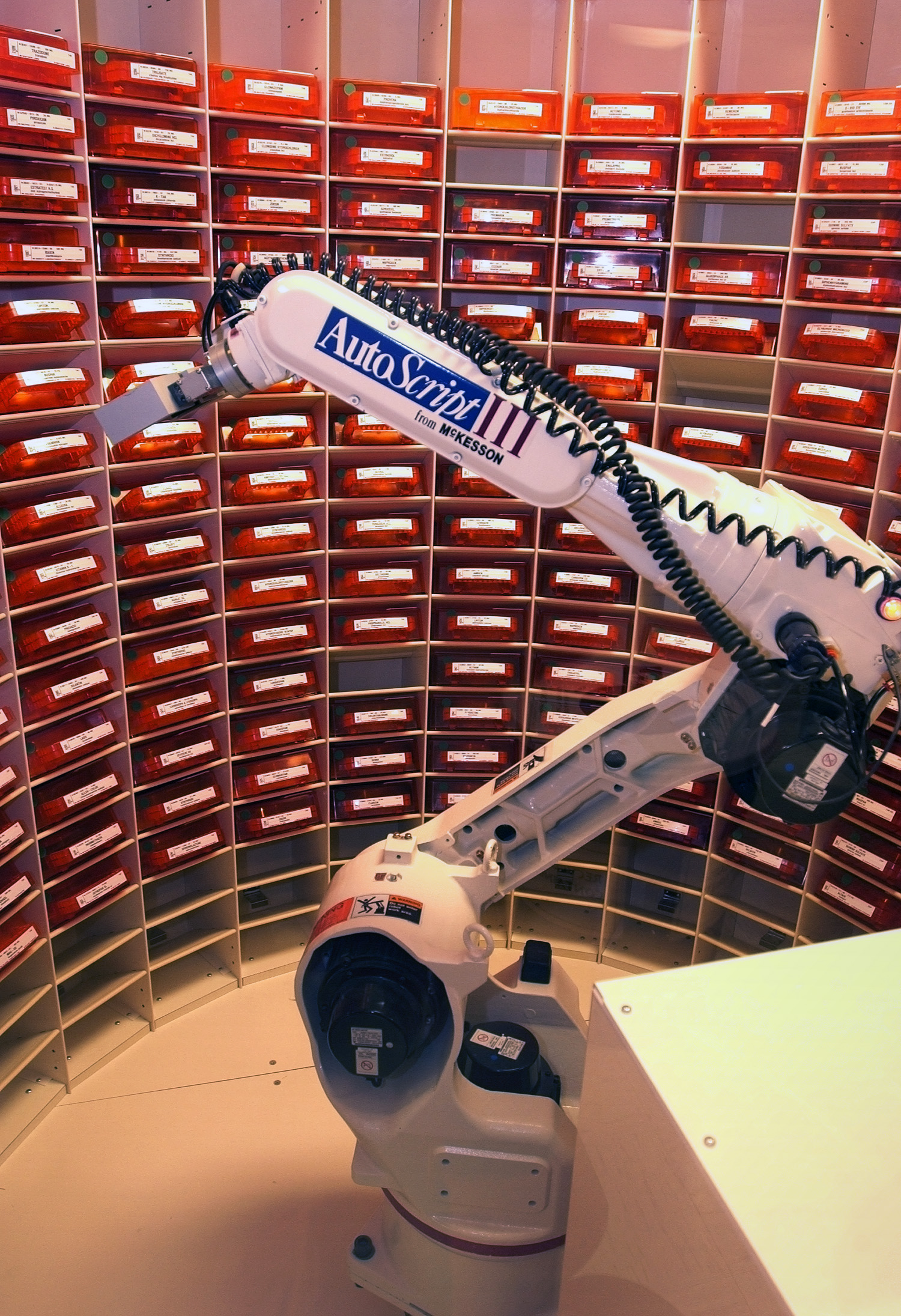
US Navy 030819-N-9593R-056 Az Autoscript III, automatizált recept alapján működő gyógyszert kiszedő robot, felveszi és összegyűjti rekeszes tárolóba a National Naval Medical Centerben Bethesdában, Maryland

Az intézeti gyógyszerészet (angolul: institutional pharmacy) az egészségügyi ellátás része, amely felöleli a tudományát, gyakorlatát, és szakmai döntéshozatalát a gyógyszerek és gyógyászati segédeszközök kiválasztásának, elkészítésének, tárolásának valamint szétosztásának, miközben egészséggondozási szakértőként a betegeknek tanácsot ad a biztonságos, hatásos és hatékony alkalmazásukra. Az intézeti gyógyszerészet magában foglalja a kórházakban végzett kórházi gyógyszerészi (angol: hospital pharmacy) és klinikákon végzendő gyógyszerészi tevékenységet (angol: health-system pharmacy). Az intézeti gyógyszerészet a társadalom professzionális alrendszerében az egészségügyi ellátó rendszer része, ahol a gyógyító tevékenység bináris kódja az egészség és betegség viszonya.
Az intézeti gyógyszerészet a gyógyszerészet speciális területe, amely a beteggondozás integrált részét képezi egészségügyi létesítményben. Az intézeti gyógyszerészet az a hivatás, amely igyekszik folytonosan fenntartani és javítani a betegek gyógyszeres kezelését és gyógyszerészi gondozását a legmagasabb szintű szabványnak megfelelően kórházi, klinikai keretek között. Az intézeti gyógyszerészek kórházakban, klinikákon szolgáltatásokat nyújtanak betegeknek és egészségügyi ellátásban dolgozó szakembereknek. A fekvőbeteg-gyógyintézeteknek biztosítani kell, hogy a beteg a gyógykezeléséhez szükséges és Magyarországon alkalmazható gyógyszert [térítésmentesen] igénybe vehesse, mindezt a fekvőbeteg-gyógyintézet intézeti gyógyszertár útján látja el, mivel az intézeti gyógyszerellátás az intézeti gyógyszertár (gyógyszerészek) feladata.

## A gyógyszerészet és az intézeti gyógyszerészet különbözősége
- A gyógyszerészet, mint tudományág magába foglalja a gyógyszerek szintézisének, kémiájának, gyártásának ismeretét, valamint valamint a készítésük és elosztásuk tudományát és művészetét.
- Az intézeti gyógyszerészet jelentősen különbözik a szakma többi ágától (pl.: a közforgalmú gyógyszertári gyógyszerészettől).
- A gyógyszertár és a beteg nincsenek közvetlen kapcsolatban (vényforgalmú rész kapcsolatban van).
- A kórházi gyógyszerészek fekvőbeteg-gyógyintézetekben (kórházi, klinikai gyógyszertárakban) összetettebb, klinikai gyógyszeres kezelést valósítanak meg, míg a közforgalmú gyógyszertárak munkája inkább bonyolultabb üzleti és vevői, vásárlói kapcsolatokból ered.
- Az intézeti gyógyszerészet kevésbé érzékeny a járóbeteg-gyógyszerellátásban generált versenyre.
- Az intézeti gyógyszerészet megérzi az átminősítéseket (járóbetegkassza-különkeret-HBCS).
- Az egészségbiztosító általánosságban nem téríti a közvetlen gyógyszerköltséget HBCS finanszírozás esetén.
- A gyógyszeres terápia bonyolultsága, a speciális javallatok, a kezelési sémák hatékonysága, a gyógyszerelés biztonsága (gyógyszer-kölcsönhatások) és a beteg együttműködésével kapcsolatos kérdések (a kórházban és otthon) miatt, a kórházakban praktizálók több oktatásban és tréningen vesznek részt, mire kórházi gyógyszerészi szakvizsgára bocsáthatók, és néha egy másik szakvizsga következik egy speciális területen.
- A kórházi gyógyszerészek rendszeresen végeznek a klinikai gyógyszerészettel kapcsolatos tevékenységet, és gyakran szakosodnak a gyógyszerészet különböző szakterületeire (hematológia/onkológia, HIV/AIDS, fertőző betegségek, végstádiumban lévők gondozása, sürgősségi orvoslás, toxikológia, nukleáris gyógyszerészet, fájdalom gyógyszeres kezelése, pszichiátria, véralvadás-gátlás klinikuma, gyógynövény-ismeret, neurológia/epilepszia gyógyszeres kezelése, gyermekgyógyászat, neonatalógus gyógyszerész stb.).
- Kórházi gyógyszertárak általában a gyógyszerek szélesebb skálájával töltik fel raktáraikat, köztük több speciális gyógyszerrel (infúziók, vérkészítmények, szero-bakterológiai gyógyszerek, antidotumok, sebészeti kötszerek, szövetragasztók, röntgen-kontraszt anyagok, infúziós pumpák), mint az szükséges vagy megoldható lenne a közforgalmú gyógyszertárakban.
- A legtöbb kórházi gyógyszer kiosztása a betegek részére "unit-dose", vagy "single dose" kiszerelési gyógyszerformában történik.
- A kórházi gyógyszerészek speciális, steril gyógyszerkészítményeket készítenek, köztük a teljes parentális tápláló oldatokat(TPN), intravénás additívumokat, citosztatikus keverékinfúziókat, steril öblítő folyadékokat, steril szemészeti készítményeket, peritoneális dializáló oldatokat.
- Ex tempore gyógyszerkészítés speciális, klinikai betegek részére egyénre szabottan, a beteg élettani állapotának megfelelően (pl.: folyadékok, szuszpenziók kisgyermekek, idős betegek részére intranazális táplálás esetén) vagy gyárban nem gyártott gyógyszerforma, nem megfelelő hatáserősség, gyártástechnológiában használt segédanyag alkalmatlansága miatt (pl.: allergizál).[8]

Működő gyógyszertárak száma Magyarországon (2006 – 2010) között:
|                                 | 2006 | 2008 | 2009 | 2010 |
| ------------------------------- | ---- | ---- | ---- | ---- |
| Közforgalmú gyógyszertár        | 2010 | 2348 | 2364 | 2520 |
| Fiók gyógyszertár               | 650  | 654  | 641  | 650  |
| Kézi gyógyszertár               | 276  | 252  | 241  | 250  |
| Kórházi (intézeti) gyógyszertár | 143  | -    | -    | 120  |
| Vényforgalmú gyógyszertár       | 73   | -    | -    | 74   |

## Integrált egészségügyi rendszerek és az intézeti gyógyszerészet kapcsolata
Az intézeti gyógyszerészi gyakorlat tartalmazza a disztribúciós és klinikai gyógyszerészi szolgáltatások széles körét a fekvőbeteg-gyógyintézetek terápiás részlegeiben, beleértve a kórházakat, a krónikus betegek ellátását, terminális betegek otthonápolását, rehabilitációs intézeteket stb. Jellemzően azok az intézmények, amelyekben gyógyszerészi szolgáltatás is működik, formálisan vagy informálisan integrált egészségügyi rendszerekhez kapcsolódnak. Ez a rendszer integrálja az összes ellátást egy központi szervezet égisze alatt, és ezek gyakran szolgáltatnak fekvőbeteg/akut ellátást, alapellátás/járóbeteg ellátást, krónikus betegápolást, gondozást és otthoni betegápolást.

## Intézeti gyógyszertári kategóriák az alap- és szakfeladatok szerint

### Alapfeladatot ellátó intézeti gyógyszertárak
- Alapfeladata a külön jogszabály szerint forgalomba hozatalra engedélyezett gyógyszerek beszerzése, eltartása, raktározása, ellenőrzése, a kórházi fekvő- és járóbeteg-ellátó osztályok, részlegek, valamint az azokkal funkcionális kapcsolatban álló részlegek (a továbbiakban együtt: osztály) részére történő kiszolgáltatása, magisztrális gyógyszerek készítése, közvetlen lakossági gyógyszerellátást biztosító tevékenység

1. engedélyezett (gyári) gyógyszerek, valamint másutt készült magisztrális készítmények raktározása és az osztályokra való kiadása („gyógyszerszoba”)
2. engedélyezett (gyári) gyógyszerek, valamint másutt készült magisztrális készítmények raktározása és az osztályokra való kiadása és (a parenterális oldatok kivételével) helyben készült magisztrális készítmények raktározása és az osztályokra való kiadása

### Szak- és alapfeladatot ellátó intézeti gyógyszertárak
- Szakfeladata a parenterális oldatok készítése, keverékinfúziók készítése, citosztatikus keverékinfúziók készítése, betegre szabott gyógyszerosztás végzése, betegágy melletti gyógyszerészi tanácsadás.[9]

1. a 2. alaptevékenységeken kívül parenterális oldatot is készít (de nem keverékinfúzió)
2. Keverékinfúzió (a citosztatikus keverékinfúzió kivételével) készítése
3. Citosztatikus keverékinfúziót is készít
4. "Daily dose" system szerinti betegre szabott gyógyszerosztás végzése „Unit dose” system megfelelő informatikai, szervezési, minőségbiztosítási feltételekkel
5. Betegágy melletti gyógyszerészi tanácsadás
6. Lakossági gyógyszerellátás vényforgalmú (ambuláns) gyógyszertárral (ambulantory pharmacy, out-patien pharmacy)

## Kórházi gyógyszerészi cím megszerzése

### Előfeltételek
Kórházi gyógyszerészek széles körű oktatásban vesznek részt, amelynek feltétele gyógyszerészi diploma (Doctor of Pharmacy, Pharm.D.). A szakgyógyszerész jelöltek számára vonatkozó jogszabályok (66/1999. Eü.M. rendelet) 36 hónap napi 8 órás munkavégzéssel eltöltött szakmai gyakorlati képzést írnak elő, melynek teljesítése és igazolása a szakvizsgára bocsátás előfeltétele. Ez a szakmai gyakorlati képzés csak akkreditált munkahelyen végezhető, illetve csak az adott szakirányú végzettséggel rendelkező szakgyógyszerész kolléga (továbbiakban tutor) szakmai felügyelete mellett tekinthető érvényesnek.

### Szakvizsga
A szakvizsga bizonyítvány megszerzése a képzést követően, annak eredményes zárásával, valamint a szakgyógyszerész képzés vezetője (Grémiumvezető) által javasolt abszolutórium kiállítását követően a Minisztérium Nemzeti Vizsgabizottsága által szervezett szakképesítő vizsgán történik.

## Intézeti (kórházi) gyógyszerész szerepe, feladata kórházban, klinikán
A kórházi betegek gyógyszerellátását az intézeti gyógyszertár látja el. Ennek megszervezése – a szükséges szakmai tanácsadással – az intézeti gyógyszerész feladata, amit úgy kell megszervezni, hogy egyszerre érvényesüljenek a szakszerűség, betegbiztonság, folyamatosság, gazdaságosság. Intézeti főgyógyszerész a fekvőbeteg-gyógyintézettel intézettel munkaviszonyban vagy munkavégzésre irányuló egyéb jogviszonyban áll, s vezeti az intézeti gyógyszertárat, legalább évi 1 alkalommal ellenőrzi az osztályos gyógyszerkészleteket, tárolásukat, erről jegyzőkönyvet vezet.
A kórház gyógyszerkészletéről olyan nyilvántartást vezet, amelyből a gyógyszerek aktuális készlet- és forgalmi adatai megállapíthatók. Elkülönítve szerepelnek a vényforgalmi adatok, a klinikai vizsgálat céljára érkezett készítmények és az adományok és a térítésmentes orvosi minták. Az intézeti főgyógyszerész határozza meg az intézet feladatai figyelembe vételével az intézeti Gyógyszerterápiás Bizottság bevonásával. Az intézetben csak az intézeti gyógyszertár által kiadott gyógyszerek tarthatók.

### Gyógyszerekkel kapcsolatos döntésekben való részvétel
- Az egészségügyi hatóságoknak, a kórházak vezetésének be kell vonnia a kórházi gyógyszerészeket minden gyógyszerrel kapcsolatos mozzanatba. Az osztályokra gyógyszert csak gyógyszerész felügyelete mellett lehet kiadni – és ellenőrizni.
- Beadási eszköz kiválasztása

A kórházi gyógyszerész feladatai közé tartozik a gyógyszereléssel kapcsolatos eszközök kiválasztása (pl.: infúziós pumpa, számítógép vezérelt gyógyszerosztó rendszer stb.) 

### Logisztika felelőse
A gyógyszer logisztika felelőse az intézeti gyógyszerész.

### Gyógyszer információ forrása
Az intézeti gyógyszerész a gyógyszer információ forrása és elérhető az egészségügyi szakszemélyzet számára
- Recept-felülvizsgálat

Minden receptet felül kell vizsgálni, elemezni és ellenőrizni kell a gyógyszer kiadása és betegnek való beadása előtt.

### Recepten, gyógyszert rendelő gyógyszerész
Magyarországon gyógyszerészek nem jogosultak receptírásra csak orvosok és állatorvosok, ellentétben pl.: az USA-val vagy Angliával, ahol bizonyos gyógyszerhatástani csoportokba tartozó gyógyszereket rendelhetnek gyógyszerészek. Ez a jogosultság főleg a kórházakban, klinikákon gyakorlat.

### Monitorozás
Az intézeti gyógyszerészeknek folyamatosan monitorozni kell a betegek gyógyszerfelhasználását a beteg biztonság, megfelelő gyógyszer felhasználás és optimális eredmény elérése érdekében. Ha nincs folyamatos gyógyszerész jelenlétre lehetőség, akkor kidolgozott kritériumok alapján kell kiválasztani a monitorozni kívánt betegeket. 

### Beteg-dokumentáció
A gyógyszerészeknek betekintést kell biztosítani a teljes beteg dokumentációba. 

### Felvilágosítás, gyógyszerészi gondozás
A gyógyszerésznek felvilágosítást kell adni a betegnek a megfelelő gyógyszerelésével kapcsolatban. 

### Oktatás, tanácsadás
A gyógyszerésznek gondoskodni kell az egészségügyi szakszemélyzet gyógyszereléssel kapcsolatos megfelelő tájékoztatásáról, képzéséről. 
- Szakképzés

A gyógyszerészi alapképzés curriculumában helyet kell biztosítani a kórházi gyógyszerészeti képzésnek, valamint a posztgraduális szinten megfelelő szakképesítés megszerzését lehetővé kell tenni. 

### Innováció
Aktívan részt kell venni a gyógyszer használat területén az új technikák, alkalmazások fejlesztésében 

### Gyógyszerbeszerzés
A beérkező gyógyszeranyagokat a tájékoztató vizsgálattal, a parenterális felhasználásra kerülőket teljes vizsgálattal ellenőrizni kell.
- A gyógyszerek (köz) beszerzésének átláthatónak, szakmailag alátámasztottnak kell lennie, egyenlő esélyeket kell teremteni a beszállítóknak, és számon kérhetővé kell tenni a hivatalos ellenőrző szervek felé.
- A beszerzés fontos szempontja kell, hogy legyen a biztonságos ellátás.
- A gyógyszerbeszerzés egy komplex feladat, mely gyógyszerészi kontrollt és más kompetens személyek (jogász, pénzügy stb.) közreműködését igényli.
- Jó beszerzési folyamat folyamatos felülvizsgálatot igényel, alkalmasnak kell lenni rendkívüli helyzetekhez kezelésére költséghatékony módon.
- A beszerzés folyamatának biztosítani kell erős minőség biztosítási rendszer által, hogy minőségileg kifogásolható gyógyszer ne kerülhessen a rendszerbe. A megfelelő tárolást a gyógyszer minőségének megőrzése érdekében az egész ellátás folyamatában kötelező biztosítani.
- A gyógyszer beszerzés folyamatában nem alkalmazhatunk kizárólagosságot, a folyamatnak a terápiás listáknak megfelelően kell lezajlania.
- A megfelelő beszerzést egy megbízható információs rendszerrel kell támogatni, ami pontos, aktuális, hozzáférhető információt biztosít.
- Szabályzatokkal kell rendelkezni, mely segítségével a gyógyszerész meghatározott módon tudja a betegek részére a gyógyszert beszerezni.
- Minden gyógyszertárnak rendelkeznie kell olyan tervvel, mely biztosítja folyamatos ellátást gyógyszer hiány, beszerzési nehézség esetére.

### Gyógyszerrendelés
- A kórházaknak, klinikáknak alkalmaznia kell saját terápiás listákat (ami lehet helyi, regionális vagy nemzeti), melyeknek kapcsolódnia kell a terápiás protokollokhoz, kezelési eljárásokhoz, melyek az elérhető legjobb evidenciákon alapulnak.
- Az intézeti gyógyszerészeknek tagjainak kell lenni a gyógyszerészeti, gyógyszer terápiás bizottságoknak, hogy irányítsák, ellenőrizzék a gyógyszer felhasználási előírásokat, alkalmazásokat, beleértve az indikáción túli gyógyszeres terápiákat és a klinikai vizsgálati gyógyszerelést is.
- Az intézeti gyógyszerészeknek központi szerepük van a gyógyszer elrendelők minden szintű képzésében, biztosítva ezzel az optimális gyógyszer alkalmazást, önellenőrzés megvalósítását, a hibák ez utáni kiküszöbölését.
- Az intézeti gyógyszerészeket be kell vonni a beteg gondozás minden területére, hogy hatásosan tudjon együtt működni a terápiás döntések meghozatalában.
- Az intézeti gyógyszerész szerves része minden beteg útnak, segítve a terápiás döntések meghozatalát, tanácsot adva klinikai gyógyszerész, betegbiztonsági kérdésekben.
- Az intézeti gyógyszerészeknek biztosítaniuk kell a folyamatos beteg gondozást, informálva a beteget a nála alkalmazott gyógyszeres terápiáról, ahogy a beteg a gondozás különböző szektoraiban megfordul.
- A prosztgraduális klinikai képzéseket fejleszteni kell, hogy felkészíthessék a kórházi gyógyszerészeket, hogy együtt tudjanak működni a gyógyszer elrendelésben, felvállalva a jogi és szakmai felelősséget, ezt a szerepét a gyógyszerészeknek más egészségügyi szakmák képzésében is meg kell erősíteni.

### Gyógyszerkészítés és szállítás
Gyógyszerelőállítás csak gyógyszerészi felügyelet mellett lehetséges. 
- Az intézeti gyógyszerésznek gondoskodnia kell a kórházban használt gyógyszerek megfelelő tárolásának biztosításáról.
- Az intézeti gyógyszerésznek fel kell vállalni a gyógyszerek megfelelő beazonosíthatóságát (szignálás) és az összes kórházban tárolt gyógyszer ellenőrzését.
- Az intézeti gyógyszerésznek biztosítania kell, hogy az elkészített gyógyszerek előírás szerint készítették, betartva a minőségi követelményeket.
- Az intézeti gyógyszerészeknek biztosítaniuk kell a gyógyszerész által felügyelt injekciós oldatok elkészítését aszeptikus technikát alkalmazva.
- Veszélyes gyógyszerek különösen citosztatikumok, olyan körülmények között kell készíteni, ahol minimalizálni lehet a kontaminációt és a kórházi személyzet veszélynek kitettségét.
- Az intézeti gyógyszerészeknek csökkenteniük kell a gyógyszerelési hibákat, alkalmazva a bizonyítékon alapuló rendszereket és technikákat, mint például az automata töltő rendszerek, unit dose automaták vagy a vonalkódot alkalmazó (bar kódos) rendszerek.
- Az intézeti gyógyszerészeknek támogatni kell a protokollok fejlesztését, mint például a beteg által behozott gyógyszerek kezelését, növényi és étrend kiegészítő gyógyszerek megfelelő alkalmazhatóságának értékelését.
- Az intézeti gyógyszerészek felelősséget kell vállalni a klinikai vizsgálati gyógyszerek tárolásáért, elkészítéséért, kiadásáért és a beteghez való eljuttatásáért.
- Olyan rendszereket kell alkalmazni, mellyel a gyógyszer útja a beteg ágyig követhető (pl. visszahívást lehetővé teszi).

### Gyógyszerbeadás
Az osztályon csak a betegellátáshoz szükséges mennyiségű gyógyszert lehet tartani.
- Az intézeti gyógyszerésznek biztosítani kell a gyógyszerelés helyén a gyógyszerrel és beadásával kapcsolatos információ elérhetőségét.
- Az intézeti gyógyszerészeknek gondoskodniuk kell az allergiák pontos feljegyzéséről egy állandó helyre a beteg dokumentációban és kiértékelni kell a gyógyszer beadását megelőzően.
- Az intézeti gyógyszerészeknek biztosítani kell a gyógyszerek megfelelő csomagolását és címkézését a gyógyszer beazonosíthatóságáért, valamint hogy megőrizzék eredeti tulajdonságukat a gyógyszer egyéni beadásáig.
- Ahol a gyógyszerek címkézése betegre szabottan történik, ott az összes fontos adatnak szerepelnie kell, hogy a betegnek biztonsággal beadhassák, (például gyógyszer neve, gyógyszer beadás módja, és ahol szükséges térfogatra vagy tömegre vonatkoztatott dózis feltüntetése stb.)
- Tömény elektrolit oldatok (pl. kálium vagy nátrium-klorid) vagy más veszélyes gyógyszerek tárolását a kórtermekben meg kell szüntetni, úgy hogy használatra kész hígított oldatokat expediálunk vagy ha mégis szükséges, figyelem felkeltően szignáljuk és elkülönítve vagy felügyelt körülmények között tároljuk.
- Az egészségügyi személyzet a felelős, hogy az injekciós készítményeket, citosztatikumokat kellően képzett személyzet használja, ismerje veszélyeiket, azokkal kapcsolatos óvintézkedéseket.
- Kemoterapeutikumok és egyéb veszélyességi szempontok alapján kiválasztott gyógyszerek dózisát 2 egymástól független egészségügyi személynek kell ellenőriznie a gyógyszer beadása előtt.
- A gyógyszerésznek meggyőződnie kell arról, hogy a gyógyszerbeadásnál az előírásoknak megfelelően járnak-e el. (pl. iv. katétert megjelölése, ne csatlakoztassák enterális szondához)
- Vinca alkaloidokat csak hígítva adjuk ki, speciális dobozban vagy fecskendőbe szállítva, figyelem felkeltő szignálással, hogy megelőzhető legyen az esetleges intrathecalis beadás.
- Olyan fecskendőket használjunk, melyek jól elkülöníthetően beazonosíthatóak a beadás módja szerint (oralis fecskendő megkülönböztetése a hypodermális fecskendőtől, különös tekintettel a gyermekgyógyászati alkalmazásban).
- Újszülötteknek és gyermekeknek adandó gyógyszerek, melyek dózis nagyság miatt nem beszerezhetőek kereskedelmi forgalomban, a gyógyszertárban kell, hogy el készüljenek.
- Meg kell határozni a gyógyszerek standard koncentrációját, ezek beszerzését és elkészítését, betegre való adagolását meg kell oldani, főleg újszülött, gyermek és intenzív terápiás kezelés alatt álló betegek részére.
- Az intézeti gyógyszerésznek meg kell határoznia, mely gyógyszereket és milyen körülmények között lehet tárolni a kórházi osztályokon.
- Az intézeti gyógyszerésznek törekednie kell az egyszerű, szabályokon alapuló, beteg biztonságot szem előtt tartó gyógyszer használat alkalmazására. (pl. ha egy dózis több, mint egy egységből áll (több, mint 2 tabletta, ampulla), akkor ellenőrizni kell a receptet a beadás előtt.
- Az intézeti gyógyszerésznek biztosítania kell a gyógyszer beadás előírásainak folyamatos fejlesztését a minőségbiztosítási rendszerekben, mely tartalmazza a folyamatos nyomon követést a hibák felderítése érdekében.
- A beadási folyamatot úgy kell megtervezni, hogy az előírt és a tényleges beadás tényét rögzítő dokumentáció között ne lehessen eltérés.

### Gyógyszerellenőrzés
- Olyan bejelentő rendszert kell létrehozni, mely biztosítja a rossz minőségű gyógyszer beazonosításának és kivonásának lehetőségét. A bejelentéseket el kell juttatni nemzeti vagy regionális hatóságokhoz, akikkel folyamatos kapcsolatban kell állni.
- Működő mellékhatás bejelentő rendszert kell létrehozni, a bejelentéseket el kell juttatni nemzeti vagy regionális hatóságokhoz, akikkel folyamatos kapcsolatban kell állni.
- Téves gyógyszer beadás bejelentő rendszert kell működtetni, a bejelentéseket el kell juttatni nemzeti vagy regionális hatóságokhoz, akikkel folyamatos kapcsolatban kell állni.
- Más intézetekkel összehasonlítható adatbázissal kell rendelkezni, ezáltal a biztonságot, klinikai és költség hatékonyságot növeljük.
- A minőségi és biztonságos gyógyszerelés növelése érdekében szükséges külső rendszeres audit, mely elemzi saját rendszerünket.
- A gyógyszerész klinikai beavatkozásait rögzíteni kell a beteg dokumentációjában.
- Biztosítani kell, hogy megfelelő mennyiségben adat álljon rendelkezésünkre a mellékhatások tekintetében, az adatokat rendszeresen ellenőrizni kell, a minőség és biztonság növelése érdekében.
- A fejlett Klinikai gyógyszerészi szolgálat a gyógyszeres terápia irányításával optimalizálja a terápiás eredményt. Az eredmény információk rendszeresen át kell tekinteni, hogy fel tudjuk használni a minőségi és biztonságos gyógyszereléshez.

## Gyógyszerterápiás Bizottság
A fekvőbeteg-gyógyintézet a jogszabályokban meghatározott gyógyszerellátási feladatai összehangolása érdekében Gyógyszerterápiás Bizottságot (a továbbiakban: Bizottság) működtet. A Gyógyszerterápiás Bizottság elemzi szakmai és gazdasági szempontból a kórház gyógyszer-felhasználását, szakmai kezelési protokollokra tesz javaslatot, véleményezi az új eljárásokat, stb. Elnöke a kórház szakmai vezetője vagy megbízottja, titkára az intézeti főgyógyszerész. Az osztály megrendelőlapon (esetleg + elektronikus adathordozón) vagy egyedi gyógyszerigénylő lapon rendelhet gyógyszert.

### Munkájának célja
1. Racionális gyógyszerfelhasználás, a beteg számára a klinikai szükségleteinek
2. A megfelelő gyógyszert
3. Az egyéni szükségleteinek megfelelő adagolásban (helyes dózis, frekvencia, időtartam) kell biztosítani.
4. A gyógyszer megfelelő minőségben, állandóan elérhetően, a beteg és a társadalom számára legkedvezőbb költséggel álljon rendelkezésre.

### Problémái
1. Gyógyszerkiválasztás (alaplista)
2. Gyógyszerfelírás (mit rendel az orvos)
3. Gyógyszerellátás (a gyógyszertár)

## Intézeti gyógyszertár felügyelete
Az egészségügyi hatóságoknak biztosítaniuk kell, hogy a kórházi gyógyszertárat erre specializált gyógyszerész felügyelje. A megyei népegészségügyi szakigazgatási szerv feladata. Ha a működési feltételek nem biztosítottak, akkor határidővel felfüggeszti. Ha a határidőre nem pótolja, akkor visszavonja a működési engedélyt. Hiba lehet a gyógyszerek készletben tartása, szolgálati rend betartása gyógyszer kiadása (ára), berendezés, felszerelés, forgalmazói kör.A kórházi főgyógyszerész mindenkori feladata a gyógyszerfelhasználás igazságosságának, biztonságosságának, hatásosságának, megfelelő és költség hatékony megszervezése.

## Intézeti gyógyszerészet tárgyi feltételei

### Intézeti gyógyszertár helyiségeire vonatkozó minimumfeltételek
Alapfeladat
- 1. számú alapfeladatokat végző gyógyszertár esetén gyári készítmények, magi, infúzió, kötszer, tűz- és robbanásveszélyes termékféleségenként 15 m2 raktár szükséges (min. 75 m2). Minimum 10-10 m2 gyógyszerátvevő és -kiadó (min. 20 m2). Adminisztrációs-ügyeleti-szociális helyiség (min. 30 m2).
- 2. számú alapfeladatokat végző gyógyszertár esetén az 1. alaptevékenységnek megfelelő

Szakfeladat
- 1. számú szakfeladatokat végző gyógyszertár (parenterális) esetén 1 db Kémiai anal. labor, 1 db Infúziós labor, 1 db Hőlégsterilező, 1 db Laminár air-flow horiz..
- 2. számú szakfeladatokat végző gyógyszertár (keverékinfúzió) esetén aszeptikus helyiségek,

Infúziós labor, Hőlégsterilező, Laminár air-flow horiz., Vákuumkamra.
- 3. számú szakfeladatokat végző gyógyszertár (citosztatiku keverékinfúzió)esetén Aszeptikus helyiségek Laminár air-flow vert.
- 4. számú szakfeladatokat végző gyógyszertár estén
- 5. számú szakfeladatokat végző gyógyszertár
- 6. számú szakfeladatokat végző gyógyszertár (vényforgalmú) esetén az 1. és 2. alapfeladat helyiségei és plusz minimum 25 m2-es helyiségcsoport a lakossági gyógyszerellátáshoz. De van saját intézeti gyógyszertár, el képes látni intézeti ellátó feladatait. A kórházzal azonos telephelyen van. Ha több telephelye is van, akkor azokon is (ellátó gyógyszertár: a fő telephelyen lévő), ha

megfelel a helyiségre vonatkozó követelményeknek és az ott lévő ágyszám fekvőbeteg-gyógyintézet minimum 300, rendelőintézeti (járóbeteg-szakellátó) min. 10-féle szakellátási forma létezik. A közvetlen lakossági gyógyszerellátást végző helyiség a kórház kiszolgáló részlegei (mosoda, konyha, műhelyek), valamint a fertőző osztály és a proszektúra mellett, illetve – raktárai kivételével – az alagsorba nem kerülhet. Elkülönített gazdasági bejárat kell.

### Új gyógyszertár létesítésének feltételei
Gyógyszertár működésének engedélyezése
1. A kérelem a létesítés engedélyezéséhez tartalmazza a gyógyszertár típusa, működési helyének pontos címe, megnyitásának tervezett időpontja, műszaki tervdokumentáció, a gyógyintézet betegforgalmi adatai, meg kell jelölni az ellátni kívánt alap- és szakfeladatokat.
2. Kérelmezheti a fekvőbeteg-gyógyintézet vezetője vagy annak gyógyszerellátási feladatait ellátója (ha ilyennel az intézet megállapodást kötött).
3. Az intézeti gyógyszertár a fekvőbeteg-gyógyintézeti felhasználásra és közvetlen lakossági gyógyszerellátás céljából szolgáltathat ki gyógyszert, ezt a két feladatot köteles elkülöníteni (működési engedély).[13]

## Intézeti gyógyszerészet személyi feltételei

### Alapfeladat
- 1. számú alapfeladatokat végző gyógyszertár esetén 1 gyógyszerész és 1 szakasszisztens és + 1 asszisztens 500 ágyig, majd újabb 300 ágyanként 1-1 fővel nő ez a létszám
- 2. számú alapfeladatokat végző gyógyszertár esetén az 1. alaptevékenységnek megfelelő és 18 m2 laboratórium és/vagy vényező, mosogató és + 500 ágyanként 1 gyógyszerész és 1 asszisztens. A kórház más intézeti gyógyszertárral szerződött a személyi minimumfeltétel 1 gyógyszerész és 1 asszisztens (10 m2 gyógyszerkiadó helyiség).

### Szakfeladat
- 1. számú szakfeladatokat végző gyógyszertár (parenterális) esetén

| Előállított infúziós palack/hó | + gyógy-szerész | + szak-dolgozó |
| 7000                           | 1/4             | 2              |
| 7001 – 10.000                  | 1/2             | 2              |
| 10.001 – 15.000                | 1               | 3              |
| 35.001- 40.000                 | 2               | 6              |
| 40 000                         | 2               | 7              |
|                                |                 |                |

- 2. számú szakfeladatokat végző gyógyszertár (keverékinfúzió) esetén

| Előállított infúziós palack/hó | + gyógy-szerész | + szak-dolgozó |
| 50                             | 1/4             | 1/2            |
| 51 – 10                        | 1/4             | 1              |
| 100                            | 1               | 2              |
|                                |                 |                |

- 3. számú szakfeladatokat végző gyógyszertár (citosztatiku keverékinfúzió)esetén

| Előállított infúziós palack/hó | + gyógy-szerész | + szak-dolgozó |
| 25                             | 1/2             | 1              |
| 26-50                          | 1               | 2              |
| 51-100                         | 1.5             | 3              |
| 101-200                        | 2               | 4              |

- 4. számú szakfeladatokat "Daily dose system" végző gyógyszertár esetén (betegre szabott gyógyszerosztás) 100 ágyanként 1/2 + gyógyszerész és 2 +szakdolgoz
- 5. számú szakfeladatokat végző gyógyszertár (betegágy melletti gyógyszerészi tevékenység) 100 ágyanként 1 + gyógyszerész
- 6. számú szakfeladatokat végző gyógyszertár (vényforgalmú) esetén 1 gyógyszerész és 1 asszisztens

## Bázeli nyilatkozat a kórházi gyógyszerészet jövőjéről

### Távlati cél
A kórházi gyógyszerészek távlati célja biztosítani a betegeknek a gyógyszerek igazságos, biztonságos, hatásos, megfelelő és költséghatékony alkalmazását.

### Good Hospital Pharmacy Practise
Globális szinten ki kell fejleszteni a Good Hospital Pharmacy Practise (Helyes kórházi gyógyszerészi gyakorlat) irányelveit. Ennek összhangban kell lennie a nemzeti standardok irányelveivel, tartalmával. Tartalmaznia kell a humán erőforrással és képzéssel kapcsolatos elvárásokat. 

### Five rights
A kórházban, klinikán minden gyógyszerrel kapcsolatos tevékenységnek ennek az ötös szabálynak kell megfelelnie.
Five rights (ötös szabály):
1. megfelelő betegnek
2. megfelelő gyógyszert
3. megfelelő dózisban
4. megfelelő adagolásban
5. megfelelő időben